# Ricardo Rodrigues (físico)
Antonio Ricardo Droher Rodrigues (Curitiba, 10 de novembro de 1951 – Campinas, 3 de janeiro de 2020) foi um físico brasileiro. 
Ricardo foi o líder do projeto pioneiro que dotou o Brasil da primeira fonte de luz síncrotron do Hemisfério Sul.

## Biografia
Ricardo nasceu na cidade de Curitiba, em 1951. Formou-se em engenharia civil em 1974, pela Universidade Federal do Paraná e migrou para a física com o doutorado pelo King's College de Londres em 1979, onde estudou a luz síncrotron, tendo como orientador Michael Hart, o inventor do interferômetro de raios-X. Já no segundo ano de faculdade de engenharia, Ricardo começou a estudar a óptica de raios-X.
De volta ao Brasil, foi professor no Instituto de Física da Universidade Federal do Paraná, onde começou o grupo de Óptica de Raios-X e Instrumentação (GORXI), depois renomeado para Laboratório de Óptica de Raios-X e Instrumentação (LORXI), que ainda funciona na universidade. Em 1984, Ricardo se transferiu para o  Instituto de Física e Química da Universidade de São Paulo em São Carlos, convidado a trabalhar no grupo de óptica.
Ricardo esteve envolvido com o Projeto Radiação Síncrotron, iniciado no Centro Brasileiro de Pesquisas Físicas (CBPF) desde o começo. Como consequência do projeto, houve a criação do Laboratório Nacional de Luz Síncrotron (LNLS), instalado em Campinas a partir de 1987. Sua equipe projetou, construiu e operou uma fonte de luz síncrotron, equipamento que até então existia apenas em países desenvolvidos. Várias pesquisas podem ser feitas com a luz síncrotron, como em biologia, física, química, engenharia de materiais, entre outras.
Em 1997, o Brasil se tornou o primeiro país do Hemisfério Sul a ter uma fonte de luz síncrotron. Atualmente, cerca de seis mil pesquisadores utilizam o LNLS em pesquisas científicas. Em 2001, Ricardo se afastou no LNLS e criou uma empresa, a SKEDIO Tecnologia, onde contribuiu em diversas áreas, da saúde à engenharia civil. 
Entre 2012 e 2019, Ricardo retornou para o LNLS, liderando novamente a equipe que colocou o laboratório entre os líderes mundiais em fontes de luz síncrotron. Em 13 de janeiro de 2009, Ricardo aceitou para o CNPEM, a pedido do seu diretor geral, Dr. José Roque. A ocasião era a construção do novo acelerador síncrotron brasileiro, o Sirius. Nos primeiros testes funcionais do novo acelerador, Ricardo já se encontrava afastado para tratamento da doença.

## Morte
Ricardo estava em tratamento devido a um câncer de pulmão, descoberto no início de 2019, mas ainda coordenava o projeto do laboratório e seus testes. Ele morreu em 3 de janeiro de 2020, em Campinas, aos 68 anos, deixando esposa e três filhos. Seu corpo foi cremado no sábado, dia 4 de janeiro de 2020, também em Campinas.